# Та-а мі
Та-а мі (кит. трад.: 擔仔麵; піньїнь: dànzǎimiàn; певедзі: tàⁿ-á-mī; букв. укр. «локшина-коромисло»), також відома як локшина та-а або локшина данцай, — різновид закуски, що зустрічається в Тайнані, Тайвань. Також відома як «Локшина та-а сезону затишшя», вона виникла в Тайнані (на півдні Тайваню) близько 130 років тому. Хоча загальний рецепт добре відомий, деякі спеції та пропорції різних інгредієнтів (суп зі смаком креветок, креветки, коріандр і часник) добре охороняються в таємниці різних ресторанів/кіосків, де подають цю страву. Попри те, що це, здавалося б, проста закуска, гурмани з усього світу надали їй значного визнання. Звичайний розмір порції, як правило, невеликий, оскільки вважається більше закускою, ніж основною стравою. Вона також є більш дорогою (відносно) — близько 50 нових тайванських доларів (1,60 доларів США) за маленьку миску.

## Походження
Кажуть, що локшина та-а походить від пізньої династії Цін, приблизно в 1895 році. Щороку під час Фестивалю прибирання гробниць і літнього сезону (з липня по вересень) на Тайвані часто трапляються тайфуни, через що риболовля стає надто небезпечною. Ці «сезону затишшя» були відомі рибалкам як «малі місяці» (кит.: 小月; певедзі: sió-go̍eh) і фраза «пройти малі місяці» (度小月; tō͘-sió-go̍eh) стосується витримки похмурих сезонів.
Гон Юйтоу (洪芋頭), рибалка з Тайнаня, нащадок рибалок із Чжанчжоу, Фуцзянь, почав продавати локшину, коли йому було 20 років. Спочатку це був заробіток у міжсезоння, але з часом стало його основним заняттям. Спочатку він носив свою локшину на коромислі (擔; tàⁿ) і продавав її на вулиці, а потім поставив невеликий кіоск перед тайнаньським храмом Чуйсянь (水仙宮; Chuí-sian-kiong) з китайськими ієрогліфами (度小月擔仔麵; tō͘-sió-go̍eh tàⁿ-á-mī), написаними на ліхтарях. Звідси й назва «Локшина та-а сезону затишшя».

## Приготування
1. Інгредієнти: «олійна локшина», свинячий фарш, креветки, паростки квасолі, кінза, чорний оцет, часник, соєвий соус і яйце.
2. Відварити голови креветок, щоб використовувати їх як основу для супу.
3. Відварити локшину та паростки квасолі в гарячій воді, струшуючи їх вгору та вниз.
4. Взяти локшину та паростки квасолі, викласти в миску спочатку паростки квасолі, а потім викласти локшину на паростки квасолі в мисці. Зверху викласти свинячий фарш і креветки.
5. Додати суп з голови креветок, а потім додайте приправи на свій смак: зазвичай чорний оцет, часник і кінзу.
6. Також можна покрити яйцем або свинячою кулькою